# Clemente Micara
Clemente Micara (Frascati, 24 december 1879 — 11 maart 1965), titulair aartsbisschop van Apamea (Syrië) en later kardinaal-bisschop van Velletri, was een Italiaans geestelijke. Van 1923 tot 1946 was hij apostolisch nuntius in België.
Hij werd door paus Pius XII kardinaal gecreëerd, en werd de titulus van Santa Maria sopra Minerva. Later werd hij benoemd tot pro-prefect van de Congregatie voor de Riten. In 1951 werd hij tot kardinaal-vicaris van Rome benoemd, en dit bleef hij tot aan zijn dood. Ten slotte was hij tussen 1950 en 1953 prefect van de Congregatie voor de Instituten van Gewijd Leven en Gemeenschappen van Apostolisch Leven. Gedurende zijn episcopaat wijdde hij Friedrich Wetter priester en Jozef Van Roey aartsbisschop. Als kardinaal-vicaris van Rome wijdde hij de Gesù Divino Lavoratore.

## België
In 1925 werd hij als pauselijk gezant in audiëntie ontvangen door koningin Elisabeth om haar namens paus Pius XI de Gouden Roos te overhandigen. Micara was goed bevriend met de vorstin, en regelmatig te gast op strijkersconcerten op het koninklijk paleis in Brussel. De kardinaal was ook een getalenteerd cellist en nam vaak deel aan muziekevenementen in het paleis van koningin Elisabeth.
Hij stierf na een lange ziekte in Rome, waar hij in zijn titelkerk werd bijgezet.